# Biblioteca Nacional de la República Checa
La  Biblioteca Nacional de la República Checa (en checo: Národní knihovna České republiky) ubicada en Praga es la biblioteca principal y la más importante de la República Checa. Depende del Ministerio de Cultura y es la más antigua de las bibliotecas checas. Con un acervo de unos siete millones y medio de volúmenes y documentos que se incremantan anualmente en cerca de 90 mil nuevos títulos, es también la biblioteca más grande del país. Engloba también una sección autónoma, la Biblioteca Eslava, consistente en una vasta colección de volúmenes de ciencias políticas, históricos y filológicos eslavos, así como también obras literarias. La biblioteca esta alojada en el Clementinum, en el núcleo histórico de la ciudad de Praga.

## Historia
Junto a la Universidad Carolina de Praga que mantenía varias bibliotecas temáticas o parciales, en el siglo XIII surgió la escuela  Studium generale en el casco antiguo de la ciudad de Praga, en el monasterio dominicano. Esta escuela, en conjunto con su biblioteca, se fusionó en el siglo XIV con la Universidad. En el año 1556 un grupo de religiosos jesuitas construyó sobre los restos del monasterio  un internado, al que llamaron Clementinum. En 1622 la administración de la  Universidad Carolina pasó a manos de los jesuitas y todas las bibliotecas parciales se unificaron y alojaron en el Clementinum.
Tras la supresión de la Compañía de Jesús en 1773, la universidad pasó a ser una institución estatal y su biblioteca fue declarada por María Teresa I de Austria como „Biblioteca pública universitaria imperial real" ("öffentlichen k. k. Universitätsbibliothek“) lo que en 1887 también se reflejó en el nombre en checo (c.k. Veřejná a univerzitní knihovna). Incluso después de la división en 1882 en una universidad checa y una alemana, la biblioteca se mantuvo como una institución conjunta al servicio de ambas universidades.
Después de 1918 el control estatal de la biblioteca pasó a manos de la nueva Checoslovaquia. En 1924 se fundó la Slovanská knihovna (Biblioteca eslava), que en 1929 también se alojó en el Clementinum y continúa siendo un área autónoma de la Biblioteca Nacional. 
En 1935 hubo un cambio de nombre y la biblioteca pasó a llamarse Národní a univerzitní knihovna (Biblioteca Nacional y Universitaria), simultáneamente se promilgó la ley que la designa biblioteca depositaria de ejemplares de toda publicación que obligatoriamente deben enviarse para su conservación. En 1939, tras la  ocupación alemana de Checoslovaquia, se cerraron las universidades checas y la biblioteca se mantuvo en funcionamiento hasta 1941 bajo la denominación Zemská a univerzitní knihovna. En 1958 otras bibliotecas de Praga se unificaron en la gran biblioteca Státní knihovna ČSR (Biblioteca Estatal de Checoslovaquia). Finalmente, en 1990 recibió su nombre actual Národní knihovna (Biblioteca Nacional).
El acervo de la biblioteca está en los registros del catálogo electrónico y puede ser consultado.
En septiembre de 2005 la biblioteca fue la primera en recibir el Premio Memoria del Mundo de la Unesco/Jikji,  creado en 2004. Se le otorgó como una manera de «recompensar su contribución a la conservación y accesibilidad del patrimonio documental».

## Sala barroca en el Clementinum y nuevo edificio

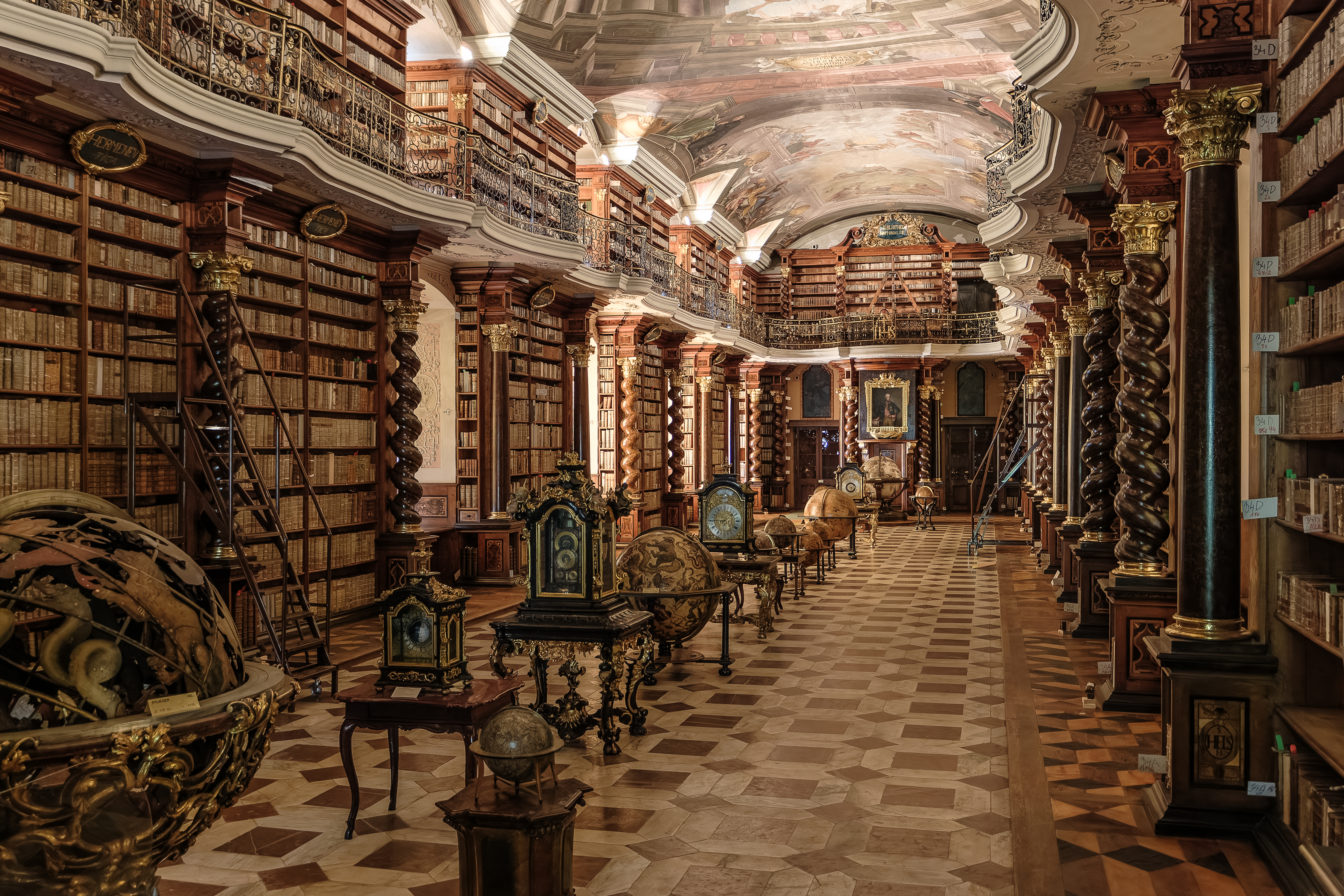
Sala de la biblioteca en el Clementinum, íntegramente decorada en estilo barroco

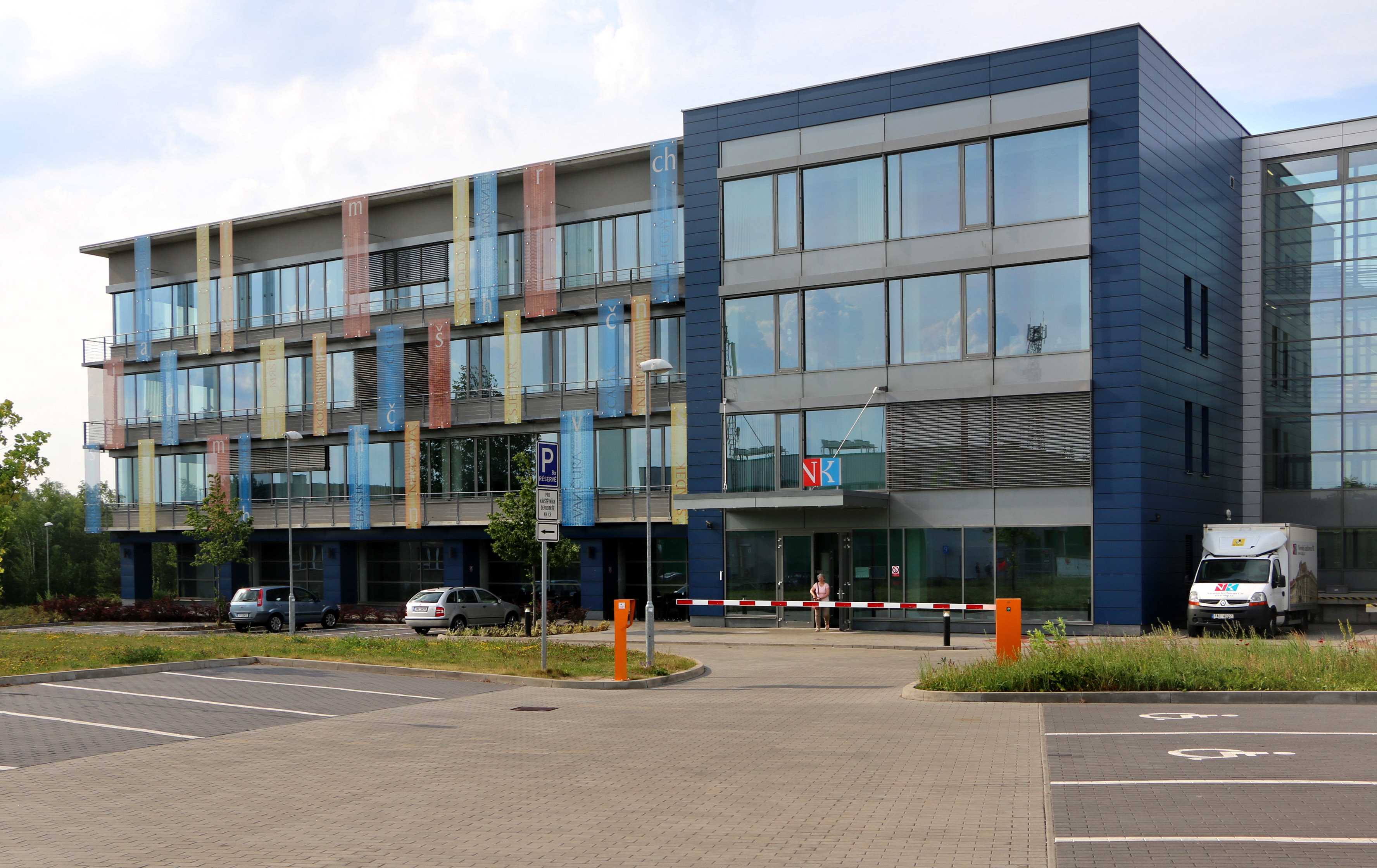
Nuevo repositorio de la calle Sodomkova, fotografía de 2018

La belleza del edificio barroco que aloja la biblioteca contrasta de manera casi dramática con su funcionalidad. Por un lado, el espacio disponible es limitado, sobre todo si se considera que de cada obra impresa, independientemente de su relevancia, dos ejemplares deben depositarse por ley en la biblioteca. Por otra parte, las salas que otrora sirvieron de dormitorio de los monjes del monasterio, no brindan el espacio y las condiciones adecuadas para las necesidades prácticas y funcionales de una sala de lectura y las plantas ubicadas en el subterráneo o en la planta baja, son difícilmente aislables de la humedad. Todas estas consideraciones, pero principalmente las de espacio, llevaron a la idea de construir un edificio nuevo para la biblioteca. La construcción fue aprobada por el parlamento para iniciarse en 2006, pero diversas controversias sobre el lugar escogido para su emplazamiento y sobre el proceso de concurso de proyectos hizo que esta idea no llegara a concretarse.
Sin embargo, la necesidades espaciales se hicieron tan urgentes en el Clementinum que en 2009 se optó por construir un edificio nuevo, no para trasladar la biblioteca completa, sino para que funcionara como repositorio de colecciones y como lugar de trabajo para bibliotecarios catalogadores, digitalizadores e indexadores del material nuevo que día a día incrementa el acervo. El edificio estuvo terminado en 2012, con una capacidad para 10 millones de libros. Con el objetivo de hacer más claro al público la dimensión de la mudanza, el director subrogante de la biblioteca explicaba a la prensa en 2014 que los libros trasladados durante el año 2013 desde el Clementinum  al edificio ubicado en la calle Sodomkova  del barrio praguense de Hostivař, si fuesen puestos uno tras otro, ocuparían 35 kilómetros. El objetivo que se cumplió fue resolver los problemas de espacio para guardar los libros, pero originalmente la idea no era esa, sino levantar una biblioteca completamente nueva. Ante el fracaso de estos planes en 2008, las autoridades a cargo de la biblioteca se decidieron por la construcción de este depósito central.
Después de esta gran mudanza, se generaron mejores condiciones para algunas secciones de la biblioteca en el Clementinum, donde pueden ofrecer ahora un mejor servicio al lector. Se trasladaron al nuevo repositorio no solo los libros, sino también una parte del personal de la biblioteca, principalmente para realizar trabajos de catalogación y digitalización.